# Railway Labor Act
Railway Labor Act är den lag i USA som reglerar förhållandena ute på arbetsmarknaden vid järnvägarna och flyget. Lagen antogs 1926, och reformerades 1934 och 1936.